# Carolina Amalia di Schleswig-Holstein-Sonderburg-Augustenburg
Carolina Amalia di Schleswig-Holstein-Sondenrburg-Augustenburg (Copenaghen, 28 giugno 1796 – Palazzo di Amalienborg, 9 marzo 1881) fu regina consorte di Danimarca.

## Biografia
Carolina Amalia era figlia di Federico Cristiano II di Schleswig-Holstein-Sonderburg-Augustenburg, e di sua moglie, Luisa Augusta di Danimarca. Pertanto era nipote di Cristiano VII di Danimarca. Visse fino al 1807 a Copenaghen, quando si trasferì con la sua famiglia ad Augustenborg. Le fu data un'istruzione convenzionale per una donna del suo tempo.
Nel conflitto tra i suoi genitori, che non erano d'accordo politicamente e personalmente, si schierò dalla parte di sua madre, che mantenne una stretta relazione con suo fratello, il re di Danimarca e la corte danese.

## Matrimonio
Sua madre gli presentò il principe ereditario Cristiano e li incoraggiò a sposarsi. Secondo quanto riferito, Carolina Amalia si innamorò subito di Cristiano.
Cristiano aveva appena divorziato dalla prima moglie, Carlotta Federica di Meclemburgo-Schwerin. Nel 1814, era appena tornato in Danimarca dopo l'abdicazione al trono norvegese. Lo stesso anno, Cristiano e Carolina Amalia si fidanzarono. Il matrimonio ebbe luogo nel 1815.
Tra il 1816 e il 1817, la coppia visse a Odense, dove Cristiano prestò servizio come Governatore di Fionia. Tra il 1818 e il 1822, intrapresero numerosi viaggi attraverso l'Europa. Hanno visitato vari resort nel tentativo di curare la loro incapacità di avere figli. Cristiano si dedicò alle scienze, alla mineralogia e alla geologia in particolare. Mentre Cristiano divenne famoso per i suoi interessi scientifici, Carolina Amalia era una compositrice che scrisse numerosi brani per pianoforte.
La loro relazione personale è stata descritta come armoniosa e come immagine dell'ideale contemporaneo del matrimonio. La sua amabile personalità l'ha resa rispettata e apprezzata dal resto della casa reale, ed è descritta come una buona matrigna del figliastro Federico.

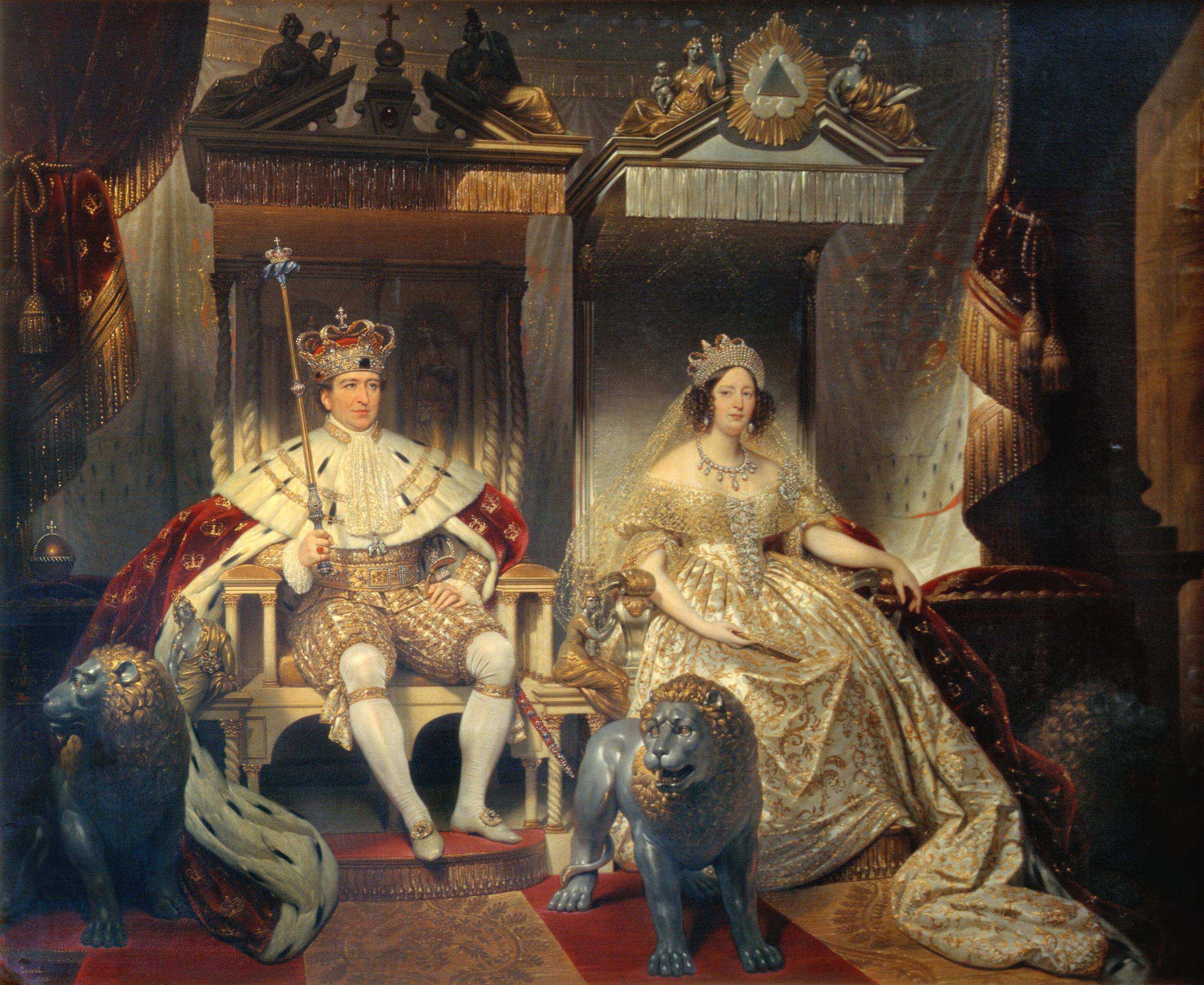
Incoronazione di Cristiano VIII e Carolina Amalia il 28 giugno 1840 nella cappella del Palazzo di Frederiksberg, di Joseph-Désirée Court (1841).

### Regina
Nel 1839, quando morì il re Federico VI, Carolina Amalia, come moglie di Cristiano VIII, divenne regina di Danimarca. Fu considerata determinante nel partito filo-tedesco sulla questione dei ducati dello Schleswig-Holstein.
All'inizio, Carolina Amalia era attiva nella filantropia. Ha fondato gli orfanotrofi Dronning Caroline Amalies Asyl a Copenaghen nel 1829, Dronningens Asyl a Odense nel 1836, la Kvindelig Plejeforening per malati e donne incinte nel 1843. Come principessa ereditaria e successivamente come regina, ha usato la sua posizione per lanciare il ruolo di beneficenza come modello per le donne appartenenti alla nobiltà e alle classi superiori. Si ritiene che la sua introduzione di un nuovo modello per le donne abbia avuto un grande impatto sulla società danese.
Carolina Amalia era una seguace delle idee religiose di Nicolai Frederik Severin Grundtvig. Nel 1841 fondò un orfanotrofio, Dronning Caroline Amalies Asylskole, la cui scuola era ispirata dalle idee di Grundtvig. Fu una sostenitrice dell'arte e della letteratura a corte.
Non è chiaro se abbia mai esercitato o meno alcuna influenza negli affari di stato. Durante il conflitto tra la Danimarca e i ducati di Schleswig e Holstein, i suoi fratelli si opposero a Cristiano VIII e alla Danimarca. Ciò causò una situazione difficile per Carolina Amalia, sospettata di aver cospirato con i suoi fratelli contro gli interessi danesi, in particolare dai liberali nazionalisti a Copenaghen. Ciò la rese impopolare ed esposta a una certa ostilità durante gli ultimi anni del regno di Cristiano VIII.

## Morte
Rimasta vedova nel 1848, si ritirò nel castello di Sorgenfri a nord di Copenaghen, ma a causa di problemi di salute preferì trascorreva gli inverni nel sud dell'Europa. Durante la sua vita come regina vedova, ha goduto più popolarità di quanto abbia fatto come regina. Continuò con i suoi progetti di beneficenza: nel 1852, prese il posto di protettrice della società femminile di beneficenza Det Kvindelige Velgørende Selskab.
Morì nel palazzo di Amalienborg il 9 marzo 1881. Nel suo testamento lasciò 300.000 corone all'orfanotrofio da lei fondato. Venne sepolta nella cattedrale di Roskilde.

## Ascendenza
|                                                                                |                         |                                                      | Genitori                                                      |  |  | Nonni |  |  | Bisnonni                                                          |  |  | Trisnonni                                                        |  |
|                                                                                |                         |                                                      |                                                               |  |  |       |  |  | Cristiano Augusto I di Schleswig-Holstein-Sonderburg-Augustenburg |  |  | Federico Guglielmo di Schleswig-Holstein-Sonderburg-Augustenburg |  |
|                                                                                |                         |                                                      |                                                               |  |  |       |  |  | Cristiano Augusto I di Schleswig-Holstein-Sonderburg-Augustenburg |  |  | Federico Guglielmo di Schleswig-Holstein-Sonderburg-Augustenburg |  |
|                                                                                |                         | Contessa Sofie Amalie von Ahlefeld                   |                                                               |  |  |       |  |  | Cristiano Augusto I di Schleswig-Holstein-Sonderburg-Augustenburg |  |  |                                                                  |  |
| Federico Cristiano I di Schleswig-Holstein-Sonderburg-Augustenburg             |                         |                                                      |                                                               |  |  |       |  |  | Cristiano Augusto I di Schleswig-Holstein-Sonderburg-Augustenburg |  |  |                                                                  |  |
|                                                                                |                         | Grevinde Frederikke Louise af Danneskiöld-Samsöe     | Christian Gyldenlove, conte af Danneskiold-Samsøe             |  |  |       |  |  |                                                                   |  |  |                                                                  |  |
|                                                                                |                         | Grevinde Frederikke Louise af Danneskiöld-Samsöe     | Christian Gyldenlove, conte af Danneskiold-Samsøe             |  |  |       |  |  |                                                                   |  |  |                                                                  |  |
|                                                                                |                         | Grevinde Frederikke Louise af Danneskiöld-Samsöe     | Contessa Charlotte Amalie af Danneskiold-Laurvig,             |  |  |       |  |  |                                                                   |  |  |                                                                  |  |
| Federico Cristiano II di Schleswig-Holstein-Sonderburg-Augustenburg            |                         | Grevinde Frederikke Louise af Danneskiöld-Samsöe     |                                                               |  |  |       |  |  |                                                                   |  |  |                                                                  |  |
|                                                                                |                         | Federico Carlo di Schleswig-Holstein-Sonderburg-Plön | Cristiano Carlo di Schleswig-Holstein-Sonderburg-Plön-Norburg |  |  |       |  |  |                                                                   |  |  |                                                                  |  |
|                                                                                |                         | Federico Carlo di Schleswig-Holstein-Sonderburg-Plön | Cristiano Carlo di Schleswig-Holstein-Sonderburg-Plön-Norburg |  |  |       |  |  |                                                                   |  |  |                                                                  |  |
|                                                                                |                         | Federico Carlo di Schleswig-Holstein-Sonderburg-Plön | Dorotea Cristina di Aichelberg                                |  |  |       |  |  |                                                                   |  |  |                                                                  |  |
| Carlotta Amalia Guglielmina di Schleswig-Holstein-Sonderburg-Plön              |                         | Federico Carlo di Schleswig-Holstein-Sonderburg-Plön |                                                               |  |  |       |  |  |                                                                   |  |  |                                                                  |  |
|                                                                                |                         | Contessa Christine Armgard von Reventlow             | Christian Detlev Reventlow                                    |  |  |       |  |  |                                                                   |  |  |                                                                  |  |
|                                                                                |                         | Contessa Christine Armgard von Reventlow             | Christian Detlev Reventlow                                    |  |  |       |  |  |                                                                   |  |  |                                                                  |  |
|                                                                                |                         | Contessa Christine Armgard von Reventlow             | Benedicte Margrethe Brockdorff                                |  |  |       |  |  |                                                                   |  |  |                                                                  |  |
| Carolina Amalia di Schleswig-Holstein-Sonderburg-Augustenburg Principe di Noer |                         | Contessa Christine Armgard von Reventlow             |                                                               |  |  |       |  |  |                                                                   |  |  |                                                                  |  |
|                                                                                | Federico V di Danimarca | Cristiano VI di Danimarca                            |                                                               |  |  |       |  |  |                                                                   |  |  |                                                                  |  |
|                                                                                | Federico V di Danimarca | Cristiano VI di Danimarca                            |                                                               |  |  |       |  |  |                                                                   |  |  |                                                                  |  |
|                                                                                | Federico V di Danimarca | Sofia Maddalena di Brandeburgo-Kulmbach              |                                                               |  |  |       |  |  |                                                                   |  |  |                                                                  |  |
| Cristiano VII di Danimarca                                                     | Federico V di Danimarca |                                                      |                                                               |  |  |       |  |  |                                                                   |  |  |                                                                  |  |
|                                                                                |                         | Principessa Luisa di Gran Bretagna                   | Giorgio II di Gran Bretagna                                   |  |  |       |  |  |                                                                   |  |  |                                                                  |  |
|                                                                                |                         | Principessa Luisa di Gran Bretagna                   | Giorgio II di Gran Bretagna                                   |  |  |       |  |  |                                                                   |  |  |                                                                  |  |
|                                                                                |                         | Principessa Luisa di Gran Bretagna                   | Margravia Carolina di Brandeburgo-Ansbach                     |  |  |       |  |  |                                                                   |  |  |                                                                  |  |
| Luisa Augusta di Danimarca                                                     |                         | Principessa Luisa di Gran Bretagna                   |                                                               |  |  |       |  |  |                                                                   |  |  |                                                                  |  |
|                                                                                |                         | Federico, principe del Galles                        | Giorgio II di Gran Bretagna                                   |  |  |       |  |  |                                                                   |  |  |                                                                  |  |
|                                                                                |                         | Federico, principe del Galles                        | Giorgio II di Gran Bretagna                                   |  |  |       |  |  |                                                                   |  |  |                                                                  |  |
|                                                                                |                         | Federico, principe del Galles                        | Margravia Carolina di Brandeburgo-Ansbach                     |  |  |       |  |  |                                                                   |  |  |                                                                  |  |
| Principessa Carolina Matilde di Gran Bretagna                                  |                         | Federico, principe del Galles                        |                                                               |  |  |       |  |  |                                                                   |  |  |                                                                  |  |
|                                                                                |                         | Principessa Augusta di Sassonia-Gotha                | Federico II, Duca di Sassonia-Gotha-Altenburg                 |  |  |       |  |  |                                                                   |  |  |                                                                  |  |
|                                                                                |                         | Principessa Augusta di Sassonia-Gotha                | Federico II, Duca di Sassonia-Gotha-Altenburg                 |  |  |       |  |  |                                                                   |  |  |                                                                  |  |
|                                                                                |                         | Principessa Augusta di Sassonia-Gotha                | Principessa Maddalena Augusta di Anhalt-Zerbst                |  |  |       |  |  |                                                                   |  |  |                                                                  |  |
|                                                                                |                         | Principessa Augusta di Sassonia-Gotha                |                                                               |  |  |       |  |  |                                                                   |  |  |                                                                  |  |